# Алагоаски кракс
Алагоаският кракс (Mitu mitu) е вид птица от семейство Cracidae. Видът е вече изчезнал от дивата природа.

## Разпространение и местообитание
Разпространен е в Бразилия.